# フェリーあつた
フェリーあつたは、名門カーフェリーが運航していたフェリー。

## 概要
名門カーフェリーの第二船として林兼造船下関造船所で建造され、1972年7月に就航した。 
1976年4月、航路休止により係船された。
1979年、ギリシャのミノアンラインズへ売却され、EL GRECOとなった。
クルーズフェリーに改装され、1981年にギリシャとイタリアを結ぶ航路に就航した。1995年には再び改装を受けた。
1996年、エーゲ海航路に転配された。
2002年、イタリアのMaritime Wayに売却され、イグメニツァおよびブリンディジを拠点に運航された。
2004年、パナマのMercury Faith S.A.に売却され、CAPTAIN ZAMANとなり、ギリシャとトルコの間で運航された。
2007年、アルジェリアのCNAN Maghreb Linesに傭船され、アルジェリアとフランス、スペインの間で運航された。
2008年、スクラップとしてインドに売却され、ZAMANと改名されて回航された後、解体された。

### 航路
名門カーフェリー
- 名古屋港 - 四日市港 - 新門司港

本船の就航により毎日運航となった。就航時は四日市港を発着していたが、1972年10月に名古屋港まで延長された。
ミノアンラインズ
- パトラ - イグメニツァ - コルフ - ヴェネツィア（1991年 - ）
- テッサロニキ - スキアソス - シロス - ティノス - パロス - ナクソス - サントリーニ - イラクリオン（1996年 - ）

Maritime Way
- ブリンディジ - コルフ・パトラス・ケファロニア（2002年 - ）

Mercury Faith S.A.
- ブリンディジ - チェシュメ

CNAN Maghreb Lines
- アルジェ - バルセロナ・マルセイユ（2007年 - ）

## 設計
フェリーかしいの同型船である。

## 船内

### 船室
- 特別室（4名）
- 一等（64名）
- 特二等（16名）
- 二等（304名）
- ドライバー室（80名）